# 阿爾沃峰
45°07′23″N 6°20′04″E / 45.12306°N 6.33444°E

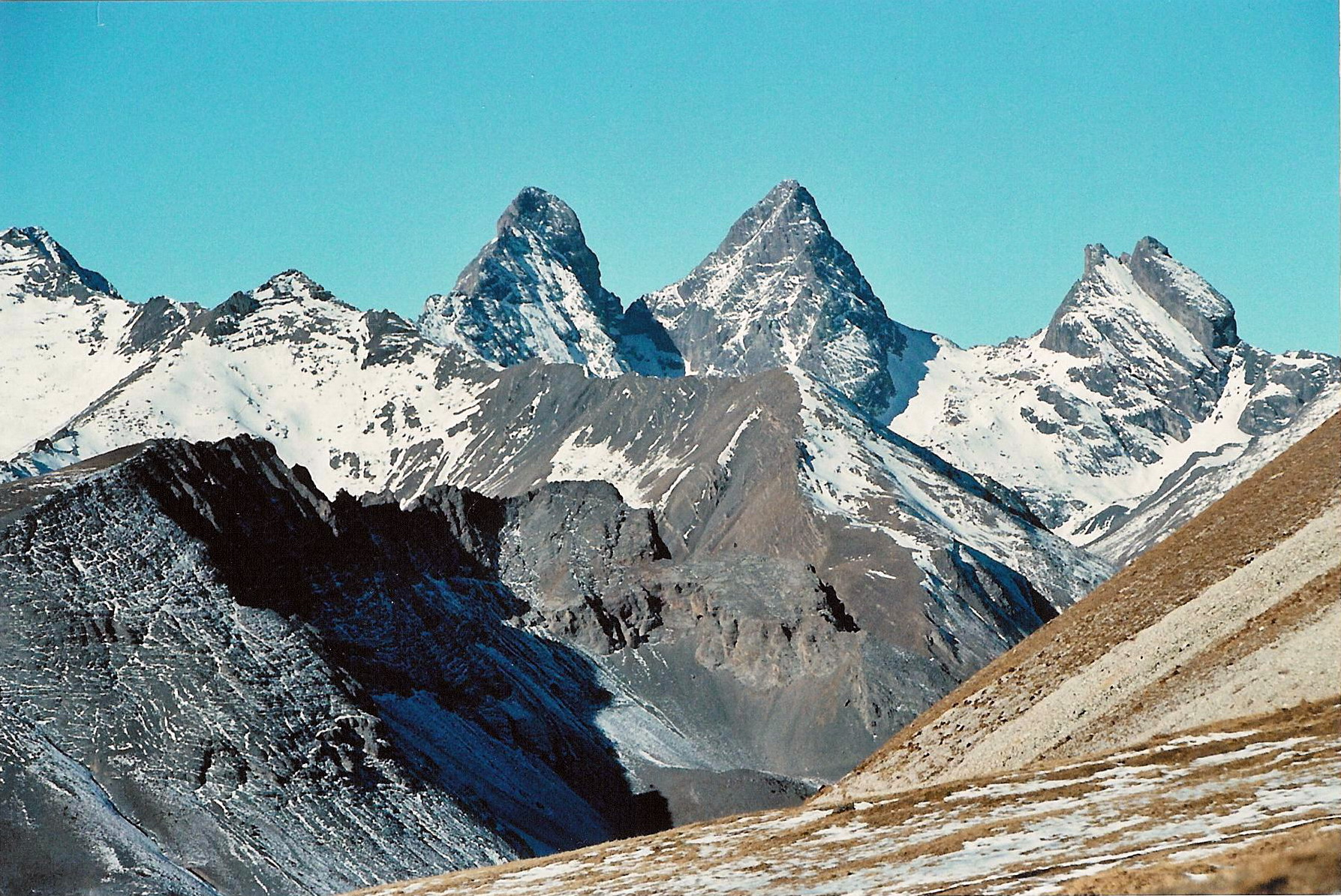

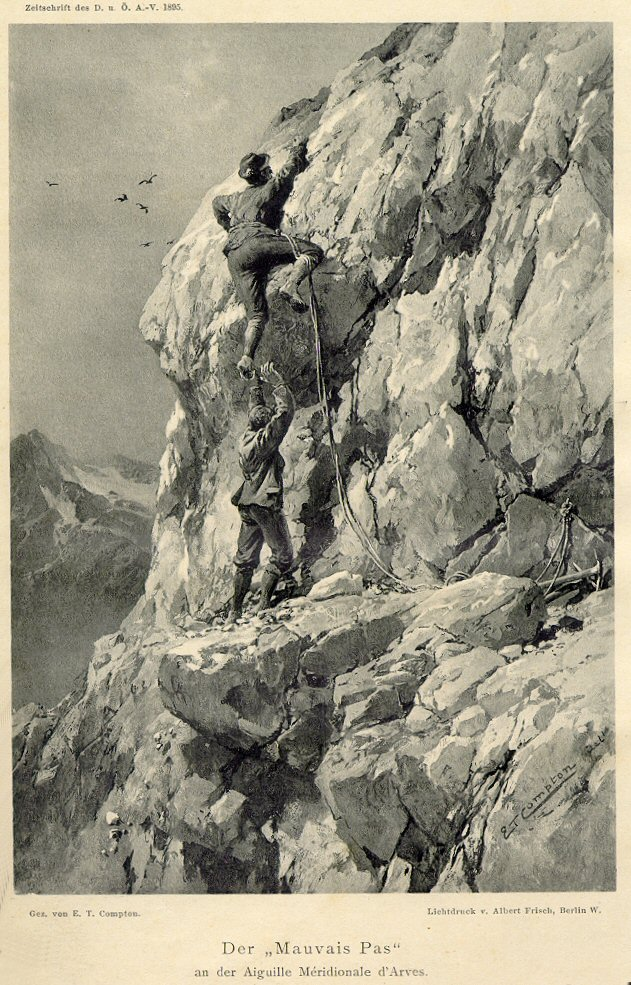

阿爾沃峰（法語：Aiguilles d'Arves），是法國的山峰，位於該國東南部，由薩瓦省負責管轄，屬於多芬阿爾卑斯山脈中埃克蘭山的一部分，海拔高度3,513米，每年平均降雨量1,567毫米，人類在1878年7月22日首次登頂。